# Соловйов Василь Іванович
Василь Іванович Соловйов  (1890 — 1939) — революціонер-більшовик та політпрацівник Червоної армії.
Делегат 6-го, 7-го і 10-го з'їздів РКП(б). член ВЦВК.

## Життєпис
Народився в родині вчителя в місті Гольдінген Курляндської губернії.
Після закінчення фізико-математичного факультету Петербурзького університету в 1914 році призначений до Вологодської гімназії на посаду викладача математики з виконанням обов'язків класного наставника.
У жовтні 1917 року член партійного центру з керівництва повстанням у москві, комісар Московського ВРК. В 1918 році член бюро МК РКП(б), член Президіуму Мосради.
Від листопада 1918 року член РВР Східного фронту.
З грудня 1918 по червень 1919 член РВР 2-ї армії.
В липні-жовтні 1919 року управсправами РВР Південного фронту.
З січня 1920 року заступник начальника Головполітшляху (на транспорті), з серпня 1920 заступник начальника Політуправління Республіки.
3 січня — 13 травня 1921 року — голова політвідділу Реввійськради Республіки (РВР) РРФСР.
У 1921—1922 роках — заступник голови Головполітпросвіту, потім — член колегії агітпропотділу, завідувач оргінструкторського відділу ЦК РКП(б).
Потім — співробітник Комінтерну; виконував дипломатичну роботу в Афганістані, Мукден, Китаї (1923—1926). Член ВЦВК.
Був завідувачем Державного видавництва художньої літератури; 1 листопада 1932 року призначений директором центральної книжкової палати РРФСР.
У листопаді 1937 року звільнений з посади та репресований. Посмертно реабілітовано.